# Сюй Цінчжун
Сюй Цінчжун (кит.: 徐慶鐘; піньїнь: Xú Qìngzhōng; 19 липня 1907 — 13 березня 1996) — китайський політик, в. о. президента Виконавчого Юаня Республіки Китай 1978 року.
| політик | Це незавершена стаття про політичного діяча. Ви можете допомогти проєкту, виправивши або дописавши її. |